# Grace Deeb
Grace Deeb (ALA-LC: Ghris Dib (en árabe: غريس ديب‎)‎; (29 de mayo de 1972, Beirut) es una cantante libanesa. Nació en una familia de músicos; y, comenzó su carrera a la edad de cuatro años. Canta en ocho idiomas, mencionándose: árabe, inglés, francés, castellano, italiano, portugués, turco, y griego.

## Biografía
Comenzó su carrera desde los 14 años, formó una banda de canciones en inglés, cuando estaba en la escuela, llamada "Extraños". Después de eso, lanzó algunos singles y tocó en bodas y piano bars. En 2003, hizo su primera aparición en televisión, haciéndolo con el dúo conocido W In Kan Alayya ("Si fuera por mí")  con el cantante árabe Assi El Helani. Después de eso, Grace colaboró con Jean-Jacques Goldman quien la nombró como "Dalida de los Árabes"; y, la hizo famosa a nivel local e internacional; "Comme Toi" y luego "Calling You", la primera en francés y árabe y la última en inglés y árabe.
Inmediatamente después, Grace firmó un contrato de cinco años, con la productora más famosa del mundo árabe "Rotana Records". Su primer álbum fue lanzado el 23 de agosto de 2004 titulado Ghannali El-Alam Kello ("El mundo entero me canta"). Disfrutó de un gran éxito, y solo 20 días después de su lanzamiento, se le pidió a Grace que fuera a Fráncfort para representar al mundo árabe junto con el cantante egipcio Amr Diab en la Feria del Libro de Fráncfort cantando tres canciones del álbum; Ghannali, Wallah Bitmoun, y Heya que inspiró a la audiencia e hizo un buen background para que los organizadores lanzaran un CD de todos los participantes en la Feria del libro, incluidas las tres que Grace cantó.
En 2005, Grace lanzó una versión de la canción Helwa Ya Balady a finales de Dalida y alcanzó el primer lugar en las listas.
The second album to be released was Ghinniyat Grace Deeb ... Aktar Min Gharam ("Grace Deeb's Songs ... More Than Love") on the 28th of February, 2006 and made great feedbacks all over the Arab world.
En 2006, Grace fue nombrada "Embajadora" de la Asociación Kibarouna que se ocupa del cuidado de personas mayores.
El tercer álbum en el camino fue "Ma Bteshbah Hada" ("Usted no se parece a nadie más") se presentó el 11 de junio de 2008. Este álbum fue muy vendido, por Grace Deeb. Y, en 2009, Grace fue nombrada "Embajadora" de la Fundación Anhar Al-Mahabba que se ocupa de las personas que sufren de SIDA (VIH).
Grace trabaja en muchos asuntos humanitarios como Asociaciones que atienden a personas mayores, aborto, SIDA (VIH) y cáncer de mama.
Grace terminó un CD de demostración con ocho canciones, en ocho idiomas, para usarlo en sus conciertos en todo el mundo pero no para ser lanzado en las tiendas; y, a fines de 2009, Grace sorprendió a todos con su decisión de abandonar su compañía de producción Rotana, y seguir trabajando por su cuenta.
Un trabajo reciente de Grace es un CD de música cristiana "Grace Deeb Singing From The Tent Of Praise" ("Grace Deeb canta desde la tienda de Alabanza") que incluye You Raise Me Up que es una repetición de la canción de Josh Groban. También grabó muchos otros singles privados para ella, por nombrar algunos: Love Story, Je Suis Malade, That's The Way It Is, Perhaps, Magapy, Maria, Ya Habiby Ta'ala Elha'ni, Akher Eyyam El-Sayfiyeh y muchos otros incluyendo una reedición de tres canciones de su primer álbum, en diferentes idiomas: "Chantons L'amour En Guitare" (previamente por Ghannali) (en francés, árabe, inglés) Hard On Me (previamente por Hiya) (en inglés, árabe) Believe The Story (previamente por Mabrouk Aleiky) (en inglés, árabe).

## Discografía
- Ghannali El-Alam Kello (2004)
- Ghinniyat Grace Deeb ... Aktar Min Gharam  (2006)
- “Ghonyat” (Canciones) (2007)[7]
- Ma Bteshbah Hada (2008)[5]
- El Ward Gamil (2011)[8]

Simples (varios años):
- I Like Your Style
- It's Really Hard
- I Need A Hero
- Praise
- My Daily Bread
- Ma A'zamak
- Play Don't Stop
- Helwa Ya Balady
- You Raise Me Up
- Chantons L'amour En Guitare
- Hard On Me (Hiya)
- Ghanni

## Videografía
- W In Kan Alayya (Ft. Assi El-Hillany) - 2003
- Calling You - 2004
- Comme Toi - 2004
- Ghannali - 2004
- Ana Habayt - 2004
- Wallah Bitmoun - 2005
- Aktar Min Gharam - 2006
- Ghinniyat - 2007
- O'zoriny - 2008
- Gelly Keef - 2009
- Bo'dak Anny - 2009
- Einy Fi Eino - 2009
- Ma Bteshbah Hada - 2010
- Ghanni - 2011